# فتح الله الشيرازي

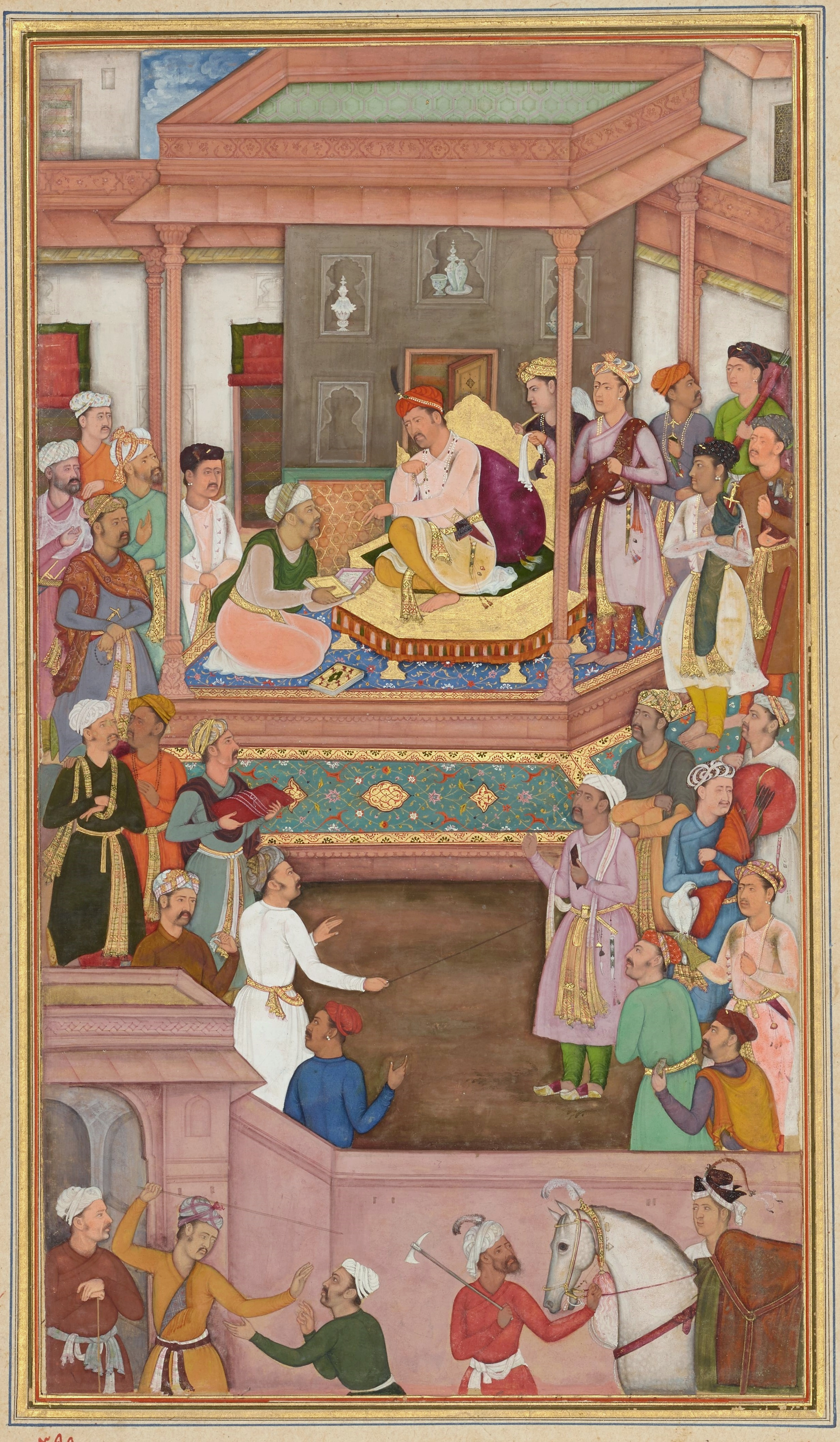
فتح الله شيرازي يقدم أكبر في المنمنمة المغولية.

فتح الله الشيرازي، يشار إليه أحيانًا باسم الأمير فتح الله شيرازي،  كان موسيقيًا فارسيًا هنديًا — عالمًا وفقيهًا إسلاميًا ووزيرًا للمالية ومهندسًا ميكانيكيًا ومخترعًا وعالم رياضيات وفلكيًا وطبيبًا وفيلسوفًا وفنانًا — الذي عمل لصالح أكبر، حاكم سلطنة مغول الهند. اخترع نظام Gaj-I-Illahi للقياس.    أعطيت الشيرازي لقب ' Azuddudaulah '، وترجم إلى «ذراع الإمبراطورية».  كان شيرازي من تلاميذ الفيلسوف غياث الدين منصور الدشتكي. في النهاية، غادر شيرازي موطنه الأصلي بلاد فارس الصفوية ليخدم في البلاط المغولي.

## سيرة شخصية
كان الأمير فتح الله شيرازي عالمًا متعدد المواهب عمل وزيراً للمالية لسلطنة مغول الهند في ظل حكم أكبر. ووفقا ل أبي الفضل بن مبارك الصورة أكبرنامه، عندما توفي الشيرازي، نعى أكبر وفاته: 

## اختراعات
ومن بين الاختراعات التي نُسب إليه الفضل في ذلك، مدفع وابل مضاد للمشاة مزود براميل مدفع متعددة تشبه المدفع اليدوي. 
وآلة أخرى ذات صلة بالمدافع صنعها يمكنها أن تنظف ستة عشر برميلًا من المسدسات في وقت واحد، وكانت تديرها بقرة.  كما طور أيضًا مدفعًا بسبعة عشر ماسورة تم إطلاقه بواسطة بندقية فتيل. 
ومع ذلك، لم تكن جميع إبداعاته مخصصة للحرب: فقد صمم عربة أشاد بها أبو الفضل بن مبارك لراحتها. كما يمكن استخدامه لطحن الذرة عند عدم نقل الركاب. 